# Germina Speeder
Germina Speeder ist das einzige in der Deutschen Demokratischen Republik produzierte Skateboard.
Es wurde als Erzeugnis des VEB Schokoladen-Verarbeitungsmaschinen aus Wernigerode produziert, das dem Kombinat Nahrungs- und Genussmittel Maschinenbau (Nagema) angehörte. Die Produktion begann Ende 1986. Ein Germina Speeder kostete 135 Mark.
Auf der Unterseite des Decks waren folgende Hinweise aufgedruckt:
- Befahren öffentlicher Verkehrsflächen verboten
- Üben nur auf ebenem Gelände
- Unebenheiten und Rollsplitt meiden
- Kopf, Hände, Ellbogen und Knie schützen
- Festen Sitz von Rädern und Muttern prüfen
- Abspringen nur nach vorn
- Fallen und Abrollen üben
- Kugellager reinigen/kontrollieren

Der Germina Speeder konnte nicht nur käuflich erworben, sondern zudem im Sport- und Erholungszentrum in Berlin ausgeliehen werden.

## Kritik
Das Skateboard, das abfällig als „Schoko-Board“ bezeichnet wurde, wurde ohne rutschhemmendes Griptape ausgeliefert. Stattdessen wurde das oftmals brüchige Sperrholz des Decks zusätzlich lackiert, wodurch die Rutschgefahr für den Sportler stieg. Die Achsen und Rollen waren zu schmal dimensioniert, wodurch es für den Skateboard-Sport nahezu ungeeignet war. Diese Meinung teilte das DDR-Heimwerker-Magazin practic, das 1987 einen entsprechend kritischen Artikel veröffentlichte.